# Задорожный, Иван-Валентин Феодосиевич
Иван-Валентин Феодосиевич Задоро́жный (1921—1988) — советский художник-монументалист, живописец, график.

## Биография
Родился 7 июля 1921 года в Ржищеве (ныне Киевская область, Украина). Воевал. Учился в КГХИ (1945—1951). Преподаватели К. Елева, А. Петрицкий, С. Григорьев.
Умер в 1988 году в Киеве. Похоронен в Ржищеве.

## Премии и награды
- премия Совета Министров СССР — за монументально-декоративное оформление поселка Калита Киевской области
- Государственная премия Украины имени Т. Г. Шевченко (1995; — посмертно) — за серию работ (1964—1988)
- заслуженный деятель искусств УССР (1960)
- орден Отечественной войны II степени (6.4.1985)